# Сергій Костецький
Сергій Костецький (нар. 14 жовтня 1986, Хмельницький)  — український хореограф, вокаліст та шоумен, призер чемпіонату світу з латиноамериканських танців, чемпіон Європи з паппінгу, віце-чемпіон з хіп-хопу у дуетах Європи, призер Танцювального Євробачення 2008 року в Глазго, універсальний танцівник, володіє більш ніж 150-ма танцювальними стилями. Сергій разом із Лілею Подкопаєвою здобув перемогу у другому сезоні «Танців з зірками». Проте на цьому юнак не зупинився. Далі хореограф разом із хмельничанкою Іриною Мерлені переміг у проєкті «Танцюю для тебе». Крім цього, був хореографом-постановником у таких телепроєктах як:  «Топ-модель по-українськи», «Пацанка: Нове Життя», «Зірка+Зірка».

## Біографія
У 2012 році бере участь у шоу «Мільйонер — Гаряче крісло» разом з Володимиром Зеленським.
Починаючи з 2014 року виступає хореографом-постановником мюзиклів у Вінниці разом зі студією Presenza Dance Project.
У вересні 2016 році відкриває Школу танцю Сергія Костецького у Києві.
5 лютого 2018 року презентує першу відеороботу на пісню «Танець життя», яка потрапляє до ефірів українських телеканалів. Саме з цієї пісні починається вокальна кар'єра Сергія.
24 грудня презентує пісню «Іскра» та кліп на неї. Пісня потрапляє у плейлисти багатьох українських радіостанцій.
13 квітня 2019 року виступає на благодійному Віденському балі серед дебютантів.
У червні 2019 року випускає пісню «Фоллоу Мі».
У 2019 році виступив у проекті «Голосі країни» на телеканалі 1+1.
Під час пандемії 2021 року разом з Олегом Винником та телеканалом ICTV запускає онлайн-флешмоб.
Музична кар'єра Сергія після тривалої перерви зазнає змін. Змінюється образ, характер пісень і відбувається прем'єра пісні «Запам'ятаю», яку вокаліст презентує на телеканалі LIVE.
Перший тур Україною Сергій розпочинає у вересні 2021 року з міста Ківерці, за яким слідують Ковель, Самбір, Луцьк, але тур не добігає кінця через посилення карантинного режиму.
19 червня презентує першу особисту пісню «Нехай».
Під час війни в Україні Сергій займається благодійністю, проводить мастер-класи та концерти, волонтерить.

## Телепроєкти
- переможець 2-го сезону телепроєкту Танці з зірками[11] разом з Лілією Підкопаєвою
- переможець телепроєкту «Танцюю для тебе»[12][13] з Іриною Мерлені
- головний хореограф міста Хмельницького в проєкті Майданс
- хореограф-постановник телепроєктів: Танцюю для тебе, Топ-модель по-українськи, Пацанки Нове Життя, Зірка+Зірка
- учасник телепроєкту Голос країни команди Dan Balan.
- експерт ток-шоу «Стосується кожного» на телеканалі Інтер
- експерт ток-шоу «Говорить Україна» на телеканалі Україна
- член журі шоу «Співають Всі» на телеканалі Україна[14]